# حذيذيرة (يهر)

تعديل مصدري - تعديل

حذيذيرة هي إحدى قرى عزلة يهر بمديرية يهر التابعة لمحافظة لحج، بلغ تعداد سكانها 209 نسمة حسب تعداد اليمن لعام 2004.